# Campagne du Nord (Armée républicaine irlandaise)
La campagne du Nord est une série d'attaques du Northern Command de l'Armée républicaine irlandaise (IRA) entre septembre 1942 et décembre 1944 contre les forces de sécurité d'Irlande du Nord. Les mesures prises par les gouvernements d'Irlande du Nord et de la république d'Irlande à la suite de ces attaques ont brisé l'organisation armée irlandaise, permettant de restreindre leurs activités à la fin de la Seconde Guerre mondiale. 

## La campagne
Le Taoiseach de l'État libre d'Irlande, Éamon de Valera, s'est plaint de l'occupation du sol irlandais avec l'arrivée de soldats américains en Irlande du Nord dans le cadre de l'effort de guerre contre l'Allemagne nazie. Cet afflux de soldats étrangers encouragea le Northern Command de l'IRA, sous les auspices du commandant nouvellement nommé Hugh McAteer, à se réorganiser et, le 25 mars 1942, à convenir d'une nouvelle campagne contre l'armée britannique et l'effort de guerre en Irlande du Nord. 
Au cours des premiers mois de la campagne, quelques attaques contre la Royal Ulster Constabulary (RUC) à Strabane, Dungannon et Belfast, ont entraîné la mort de deux de leurs agents, et en blessant deux autres. Six membres de l'IRA, dont Joseph Cahill, ont été arrêtés lors de l'incident de Belfast et condamnés à mort pour le meurtre de l'un des agents. Une pétition signée par environ deux cent mille personnes appelant à la clémence fut recueillie par ceux voulant un sursis. Cela permettra, plusieurs jours avant la date des exécutions, de commuer les 9 peines sur 10. Le seul membre de l'IRA exécuté était Tom Williams qui fut pendu à la prison de Crumlin Road, à Belfast, le 2 septembre 1942, ce qui poussa l'organisation à intensifier ses attaques. 
Après le bombardement de la station RUC de Randalstown et d'autres attaques par balles contre le RUC dans certaines parties de l'ouest de Belfast et à travers la zone frontalière entre l'Irlande du Nord et l'État libre d'Irlande, environ 320 membres et membres présumés de l'IRA, dont Hugh McActeer, ont été arrêtés à travers l'Irlande du Nord. Un historien, Bowyer-Bell, rapporta un total de 60 attaques armées par l'IRA au cours des trois mois jusqu'en décembre 1942, menées par les cinquante à soixante autres membres de l'IRA toujours en fuite.
Au cours des premiers mois de 1943, 23 membres de l'IRA, dont McAteer, parviennent à s'échapper des prisons de Crumlin Road et de Derry. Cet événement n'a cependant pas réussi à inspirer une reprise d'activité. De nombreux évadés avaient traversé la frontière du comté de Donegal dans l'État libre et furent ensuite rattrapés par l'armée irlandaise. Les quelques autres ayant échappé à l'arrestation cherchèrent à éviter les poursuites plutôt que de reprendre leurs attaques. 
Les unités de commandement nord de l'IRA dans le sud de Londonderry et le sud d'Armagh n'étaient plus en mesure de fonctionner comme requis, entraînant l'affaiblissement des contacts entre les unités des comtés de Cavan et de Monaghan. Bowyer-Bell déclare qu'entre le milieu de 1943 et la fin de 1943, les commandants locaux préféraient éviter les arrestations, et que tout ce qui était associé à l'IRA, comme les défilés, la formation et même les réunions se terminait par la peur de l'internement à Curragh.
À la fin de la Seconde Guerre mondiale en 1945, le Northern Command de l'IRA avait été réduit à quelques hommes recherchés, en grande partie à cause de la réponse sévère de l'État libre, qui parvint à se libérer de toute activité de criminel de l'organisation. Le gouvernement d'Irlande du Nord ne pouvait pas reconnaître publiquement le fait que leur voisin avait essentiellement vaincu l'IRA ; le ministre irlandais de la Justice, Gerald Boland, se vanta publiquement que « l'IRA était mort et qu'il l'avait tué».